# Montmin

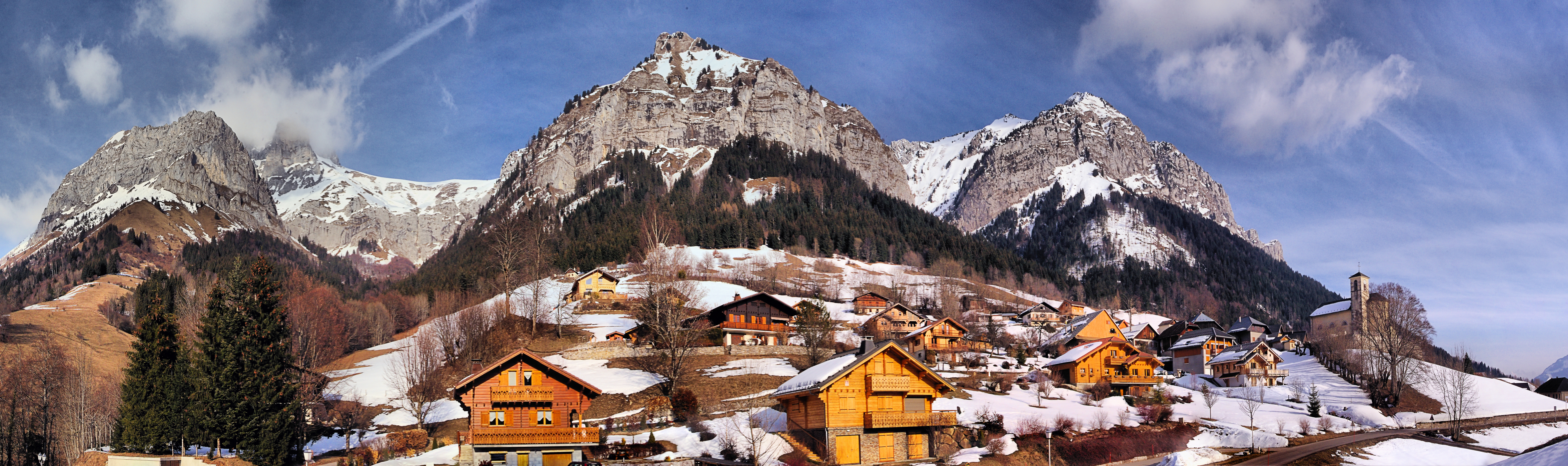
Montmin (2012)

Montmin ist eine Commune déléguée in der französischen Gemeinde Talloires-Montmin mit 320 Einwohnern (Stand 1. Januar 2022) im Département Haute-Savoie in der Region Auvergne-Rhône-Alpes.

## Geographie
Montmin liegt auf 1045 m, nördlich von Faverges, etwa 15 Kilometer südöstlich der Stadt Annecy (Luftlinie). Das Bergdorf erstreckt sich in einem Hochtal, das sich nach Süden öffnet, östlich des Lac d’Annecy, am Fuß der zu den Bornes-Alpen gehörenden Tournette.
Zu Montmin gehörten neben dem eigentlichen Ortskern auch verschiedene Weilersiedlungen und Gehöfte, darunter: 
- Plan Montmin (1000 m) auf einem Geländevorsprung über dem Tal von Montmin
- La Perrière (950 m) im Hochtal unterhalb von Montmin
- Le Bois (1060 m) im Hochtal am Fuß der Tournette
- Les Prés Ronds (1240 m) zuhinterst im Hochtal, am Fuß der Tournette

Nachbarorte von Montmin sind Talloires im Norden, Les Clefs, Serraval und Saint-Ferréol im Osten, Faverges im Süden sowie Doussard im Westen.

## Geschichte
Der Ort entstand wahrscheinlich im 12. Jahrhundert kurz nach der Gründung des Klosters von Talloires. Abgeleitet wird der Ortsname Montmin von den lateinischen Wörtern monte medio (mittlerer Berg), wobei jedoch der in alten Landkarten verzeichnete Name Mont Mayri auf eine andere, möglicherweise vorrömische Herkunft hindeuten könnte.
Die Gemeinde Montmin wurde mit Wirkung vom 1. Januar 2016 mit der früheren Gemeinde Talloires fusioniert und zur Commune nouvelle Talloires-Montmin zusammengelegt. Sie gehörte zum Arrondissement Annecy und zum Kanton Faverges-Seythenex. 

## Sehenswürdigkeiten
Die für ein kleines Bergdorf sehr geräumige Dorfkirche Saint-Maurice wurde 1848 im Stil des Neoklassizismus an der Stelle eines Vorgängerbaus neu errichtet. Aus dem 17. Jahrhundert stammen das Monument und die Kapelle von Sept-Fontaines im Weiler Plan Montmin. Die Kapelle von Le Bois wurde 1716 erbaut.

## Bevölkerung
| Bevölkerungsentwicklung | Bevölkerungsentwicklung |
| Jahr                    | Einwohner               |
| ----------------------- | ----------------------- |
| 1962                    | 229                     |
| 1968                    | 203                     |
| 1975                    | 208                     |
| 1982                    | 180                     |
| 1990                    | 192                     |
| 1999                    | 189                     |
| 2006                    | 290                     |

Im Verlauf des 19. und 20. Jahrhunderts nahm die Einwohnerzahl aufgrund starker Abwanderung kontinuierlich ab (1861 wurden in Montmin noch 548 Einwohner gezählt). Aufgrund der Abgeschiedenheit war die Einwohnerzahl von Montmin im Gegensatz zu anderen Gemeinden der Umgebung auch in den letzten Jahrzehnten insgesamt rückläufig. Seit 2000 wird jedoch wieder ein deutliches Bevölkerungswachstum verzeichnet.

## Wirtschaft und Infrastruktur
Montmin war bis weit ins 20. Jahrhundert hinein ein vorwiegend durch die Landwirtschaft geprägtes Dorf. Heute gibt es einige Betriebe des lokalen Kleingewerbes. Viele Erwerbstätige sind Wegpendler, die in den größeren Ortschaften der Umgebung ihrer Arbeit nachgehen. In den letzten Jahren profitierte Montmin auch vom Tourismus. Das Dorf ist Ausgangspunkt für die Besteigung der Tournette.
Die Ortschaft liegt abseits der größeren Durchgangsstraßen an einer Departementsstraße, die von Talloires über den Col de la Forclaz und Montmin nach Vesonne (bei Faverges) führt.